# متنزه توبقال الوطني
منتزه توبقال الوطني هو منتزه يقع على بعد حوالي 70 كلم جنوب مدينة مراكش، بين وادي نفيس غربًا ووادي أوريكة شرقًا، يضم فضاءً للترفيه والترويح عن النفس واكتشاف ما تزخر به هذه المنطقة من تنوع الطبيعة وما تشتمل عليه من أنواع الحيوانات النادرة.
وقد أحدث هذا المنتزه، الذي ينتمي إلى شبكة من 156 موقعًا ذات أهمية بيولوجية وإيكولوجية يرجع تسييرها للمندوبية السامية للمياه والغابات ومحاربة التصحر في 15 يناير 1942، وذلك تنفيذاً لتوصيات المؤتمر التاسع لمعهد الدراسات المغربية.. ويتميز هذا المنتزه بموقعه الجغرافي الكائن بالمنطقة التي يطلق عليها اسم «أدرار ندرن» (جبل الجبال) التي توجد بها أعلى القمم بشمال افريقيا (جبل توبقال بارتفاع يصل ل4167 مترا)، والمنطقة الأكثر ارتياداً والأسهل ولوجًا والأكثر جاذبية وروعة في كل مناطق الأطلس الكبير. 

## إحداث المنتزه الوطني لتوبقال
أحدث المنتزه الوطني لتوبقال الذي تبلغ مساحته الوسطى 38 ألف و470 هكتارا والمساحة المحيطة بها 67 ألف و530 هكتارا، للمحافظة على غابات البلوط الأخضر والعرعار الفواح بجهة مراكش وعلى المناطق الجذابة بالسفح الجنوبي، من بينها بحيرة إفني بالإضافة إلى المحافظة على وحيش المنطقة والنباتات التي تتوفر عليها والمتميزة بغناها وتنوعها.. وبفضل الجهود التي قامت بها المندوبية السامية للمياه والغابات ومحاربة التصحر استطاع المنتزه الوطني لتوبقال المساهمة في السنوات الاخيرة في المحافظة على التنوع البيولوجي بأعالي الجبال وفي التنمية الجهوية والمحلية، والنهوض بالسياحة المستدامة والايكولوجية وتحسيس العموم بضرورة الانخراط في مختلف المبادرات الرامية إلى حماية البيئة وتبني انشطة لاعادة الاعتبار للفضاءات وانواع الحيوانات وضمان التوازن بين الإنسان والطبيعة وتطوير البحث العلمي. 

## الغنى الثقافي والحضاري للمنتزه
بإمكان الزائر لهذا المنتزه أن يلاحظ أن المناظر الطبيعية المتجانسة التي يتوفر عليها، تعكس تجليات ثقافية متنوعة كالعادات والاعتقادات وارتباط الساكنة المحلية بجذورها، وذلك بالرغم من التقدم التكنولوجي الكبير. . ويتميز هذا الفضاء بالعلاقات التي تربط بين الإنسان والأرض، التي تعتبر نتيجة حمولة تاريخية، واتباع عادات لازال متعامل بها في المنتزه، وأصبحت جزء من الحياة اليومية للساكنة المحلية والتي تشمل ممارسات وانشطة، من بينها تهيئة الأراضي بهذه المنطقة لزراعة الحبوب كالشعير وغرس الاشجار المثمرة، ووضع نظام للري محكم بهدف التحكم بصفة أفضل في هذه المادة الحيوية، مما يبرز جليا مدى استمرارية هذا النوع الرعوي في المنتزه. وبخصوص الصناعة التقليدية، التي تشكل موردا رئيسيا للساكنة المحلية، فإنها تتسم بأصالتها وتساهم، بجزء كبير في انعاش السياحة في هذه المنطقة. أما بالنسبة للهندسة المعمارية المحلية، فإنها تعتبر عنصرا أساسيا في الثقافة المحلية، إذ تعكس بشكل جلي التقاليد ونمط الحياة المحلية، وتبقى مرتبطة بشكل كبير بمحيطها الجغرافي والإنساني، وتتميز بتلاءمها مع البنيات الاجتماعية والاقتصادية والثقافية، وتعد بذلك مأوى آمن سواء بالنسبة للإنسان وممتلكاته وللمحاصيل الزراعية، علما أن المنتزه الوطني لتوبقال، ككل منطقة جبلية، معرض لمخاطر العواصف الرعدية الموسمية. 

## التنوع البيولوجي للمنتزه
تنوع بيولوجي هام يستدعي المحافظة عليه بالرغم من قساوة الطقس، خاصة في المناطق المرتفعة حيث تصبح ظروف العيش صعبة، فإن المنتزه يتوفر على ثروة حيوانية متنوعة ومتميزة، استطاعت أن تتكيف مع التقلبات السريعة للمناخ، وتتكون على الخصوص من الثدييات كالاروي المغربي والقرد زعطوط والسنجاب والضربان والقط الوحشي والثعلب. كما يعد المنتزه فضاءً رحباً للعيش بالنسبة لعدد من أنواع الطيور (الحجل والغراب والنسر والعقاب) والزواحف (أفعى الأطلس والحرباء) والفراشات والحشرات. أما بخصوص الثروة النباتية، فإن منطقة توبقال تتوفر نباتاتها على مظهر وحجم ولون يتغير مع الارتفاع والموقع والواجهة والفصل، وتتميز هذه الثروة بغناها وتنوعها، حيث توجد أشجار العرعار، خاصة العرعار الفواح الذي يوجد على علو يفوق 2500 متراً، وأشجار البلوط الأخضر.. ومع تطور بعض الأنشطة على مستوى المنتزه الوطني لتوبقال، كالسياحة والزراعة، أصبح من الضروري تبني مجموعة من الإجراءات المخصصة للمحافظة على النظام البيئي من الأخطار المترتبة عن هذه الانشطة. 

## المنتزه فضاء للتربية على البيئة
للأهمية الإيكولوجية والثقافية التي يكتسيها المنتزه الوطني لتوبقال، تم وضع برنامج تربوي «برنامج التربية على البيئة» وذلك بفضل مساعدة وكالة التعاون التقني الألماني الهادفة إلى تناول عدد من المواضيع من بينها «الغابات بأعالي الجبال.. أنواع بيولوجية قيمة ومتنوعة يجب المحافظة عليها» والمناطق الرطبة بأعالي الجبال وأهميتها في المحافظة على التنوع البيولوجي، والمنتزه مختبر كبير لإعادة الاعتبار للأنواع النباتية والحيوانية وللفضاءات. ويتضمن برنامج زيارة هذا المنتزه عددا من المسالك المحددة يقوم بمهام تأطير الجولات عدد من المنشطين المتطوعين من أجل الطبيعة، الذين تم تكوينهم لهذا الغرض من قبل إدارة المنتزه الوطني لتوبقال. 

## ميثاق حسن التعامل داخل المنتزه
من بين التوصيات الموجهة إلى زائري المنتزه، التقيد بعدد من السلوكيات وعدم القيام بأعمال من شأنها الضرر بالفضاءات والاخلال بالنظام الإيكولوجي، علاوة على عدم الخروج من الممرات أو السياقة خارج المسالك المخصصة لذلك وتفادي قطف النباتات وتجنب إزعاج الحيوانات، كما يمنع الصيد في البحيرات والأنهار والمجاري المائية، وتجنب رمي النفايات في الطبيعة.